# Joan Blanquer i Panadès
Joan Blanquer i Panadès   (Castellar del Vallès, 8 de maig de 1912 - Sabadell, 3 de gener de 2002) fou un director de cinema amateur català i activista català.

## Biografia
Fill petit de Blai Blanquer Mecier, i Maria Panadès Martorell, va nàixer al molí de Fontscalents de Castellar del Vallès, Joan Blanquer i Panadès era un administratiu de professió que dedicà gran part de la seva a realitzar pel·lícules i documentals amateurs i desenvolupà una intensa activitat en cinefòrums del Vallès Occidental.
Després de la Guerra Civil, l'any 1940 va anar viure a Sabadell, es va casar amb Cèlia Carraté Perpinyà i va tenir un fill. El 1925 va entrar a treballar a cal Casablancas on va arribar a ser el cap de recursos humans. A les nits estudiava a l'Escola Industrial de Sabadell.
Va ser President local de la branca juvenil d’Acció Catalana Republicana, un partit polític d'ideologia nacionalista, republicana i liberal, on va coincidir amb la gent de la Colla de Sabadell: Armand Obiols, Francesc Trabal i Joan Oliver.

## Cinema
La seva obra més coneguda és El pa nostre de cada dia, filmada l'any 1950 juntament amb el cineasta i càmera sabadellenc Ramon Bardés i Abellà, en què crítica les condicions de vida de la postguerra a Espanya, gravant com arriba a Sabadell un nen famèlic, provinent de la immigració dels anys 50 a Catalunya. Blanquer també fou guionista de diferents pel·lícules amateurs, guardonades per revistes especialitzades.
L’any 1956 va guanyar el premi del concurs de guions cinematogràfic de l’Agrupació de cinema amateur de Lleida amb amb un guió que tenia per títol 24 horas de la vida de una rosa
El 1985 promogué l'entitat Amics de la Filmoteca de Sabadell que, gràcies a la seva iniciativa, edità "Cinescrits" (1983-85, quatre núm.).

## Llengua catalana
Professor de català durant el franquisme i capdavanter de l'activitat cultural a la ciutat. Va col·laborar amb la Unió Excursionista de Sabadell (on va iniciar l’ensenyament del català a Sabadell el 1957), la Comissió Municipal de Normalització Lingüística i l'Arxiu d’Història de Castellar. Després, va promoure la delegació de Sabadell d’Òmnium Cultural de la qual en va ser primer president. També va ser jurat del Premi Pere Quart d’humor i sàtira i va col·laborar a la Forja, Plaça Vella i Artilletres.
A la  Fundació Bosch i Cardellach, va publicar diversos opuscles, entre els quals Notes per a una biografia de Ferran Casablancas, el 1973.
L'any 2000 l'Ajuntament de Castellar va publicar el llibre Castellar en el meu record on es recullen els 60 articles que Joan Blanquer havia anat publicant al setmanari Forja. En aquest aplec de records l'autor explica la vida, els costums, les tradicions dels castellarencs i de les entitats de l'època.
El seu llegat també deixa una dedicació en la promoció de la cultura i llengua catalana (va ser accionista de la discogràfica Edigsa) així com diferents investigacions sobre història local. Morí a Sabadell l'any 2002.

## Premis i reconeixements
L'any 1995, la Fundació Lluis Carulla li va atorgar el Premi d’Actuació Cívica per la seva tasca com a professor de català durant el franquisme i el seu activisme en diverses iniciatives culturals de Sabadell: els Amics del Cinema, la delegació d'Òmnium Cultural a Sabadell i la Fundació Bosch i Cardellach,

El 1996 l’IES de Castellar, en reconeixement a la seva trajectòria va posar el seu nom a la Biblioteca de l’Institut i, més tard, l’Ajuntament de Castellar del Vallès posà el seu nom a una escola del poble, l’Escola Joan Blanquer, situada al carrer de Jaume I.

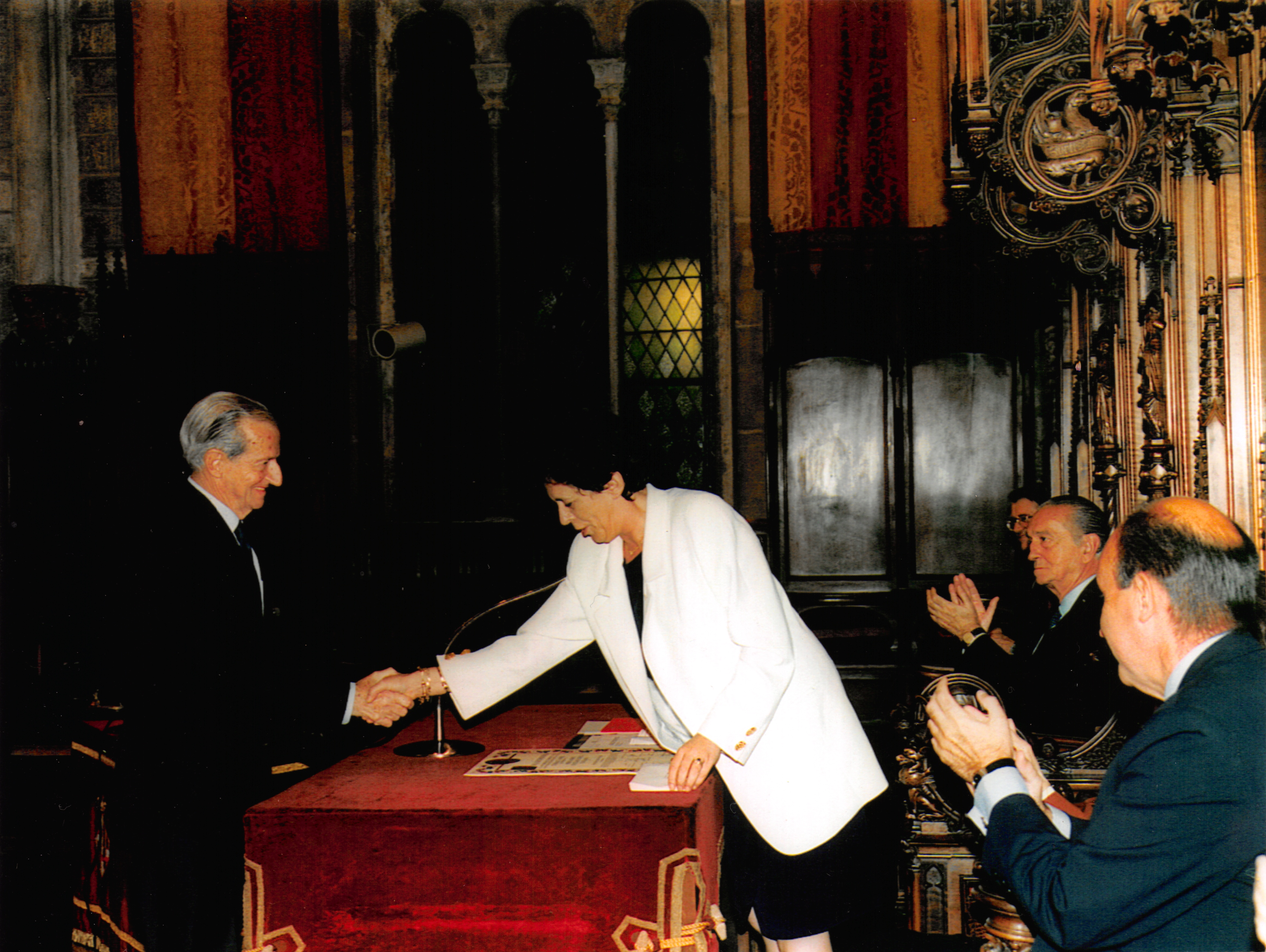
Joan Blanquer 1995 rep el Premi d’Actuació Cívica de la Fundació Lluis Carulla